# À l'attaque ! (film, 2000)
Pour plus de détails, voir Fiche technique et Distribution.
À l'attaque ! est un film français réalisé par Robert Guédiguian en 1999 et sorti en 2000.
Il s'agit du dernier volet de ses « Contes de l'Estaque », après L'argent fait le bonheur et Marius et Jeannette.

## Synopsis
Deux scénaristes décident d'écrire un « film politique » mettant en scène le petit monde du Garage Moliterno & Cie, à L'Estaque. Ils plantent peu à peu le décor, donnent vie et profondeur aux personnages et testent différentes variantes de leur intrigue, dans une version originale du « film dans le film ». En parallèle de leurs réflexions, nous suivons le parcours des mécaniciens Gigi et Jean-Do, accompagnés par Lola et Marthe, en proie à des difficultés causées par les impayés d'une multinationale.

## Fiche technique
- Titre : À l'attaque !
- Réalisateur : Robert Guédiguian
- Scénario et dialogues : Jean-Louis Milesi, Robert Guédiguian
- Assistants-réalisateur : Jacques Reboud, Carole Guenot
- Producteurs : Gilles Sandoz, Michel Saint-Jean, et Robert Guédiguian
- Sociétés de production : Canal+, TF1 Films Production, Agat Films & Cie - Ex Nihilo et Diaphana Films
- Directeur de production : Malek Hamzaoui
- Distributeur d'origine : Diaphana Distribution
- Musique : Jacques Menichetti
- Décorateur : Michel Vandestien
- Directeur de la photographie : Bernard Cavalié
- Son : Laurent Lafran
- Chorégraphe : Laurence Roussarie
- Costumier : Catherine Keller
- Maquillages : Maïté Alonso
- Monteur : Bernard Sasia
- Pays d’origine :  France
- Format : Couleurs - 35mm
- Genre : Comédie dramatique
- Durée : 90 minutes
- Date de sortie : 12 avril 2000 en France

## Distribution
- Ariane Ascaride : Lola
- Jean-Pierre Darroussin : Jean-Do
- Gérard Meylan : Gigi
- Pierre Banderet : Monsieur Moreau
- Frédérique Bonnal : Marthe
- Patrick Bonnel : Henri le glandeur
- Jacques Boudet : Pépé Moliterno
- Alain Lenglet : Neils, le banquier
- Jacques Pieiller : Xavier
- Denis Podalydès : Yvan
- Laetitia Pesenti : Vanessa
- Miloud Nacer : Mouloud
- Pascale Roberts : la mère d'Henri
- Christine Brücher : Madame Moreau
- Dunnara Meas : Shangaï
- Danielle Stefan : la banquière
- Jean-Jérôme Esposito : le comptable de Monsieur Moreau
- Francis Caviglia : le vieux au Solex
- Jacques Germain: le présentateur télé
- Romane Dahan : le bébé

## À propos
Robert Guédiguian se livre dans ce film à un jeu narratif qui repose sur une mise en abyme « qui ausculte le processus de fabrication complexe d’un récit. […] Une façon maligne d’interroger le regard de la petite bourgeoisie sur la classe ouvrière, de donner du relief à ceux et celles qu’ils font vivre à l’Estaque et dont ils imaginent progressivement la rébellion face à un capitalisme de plus en plus gourmand ». Ce jeu permet d'interroger 
Même si les deux scénaristes sont fictifs, on pense au duo formé par Jean-Louis Milesi et Robert Guédiguian, qui ont écrit onze films ensemble, à commencer par L'argent fait le bonheur, premier Conte de l'Estaque. 